# 과스타토야

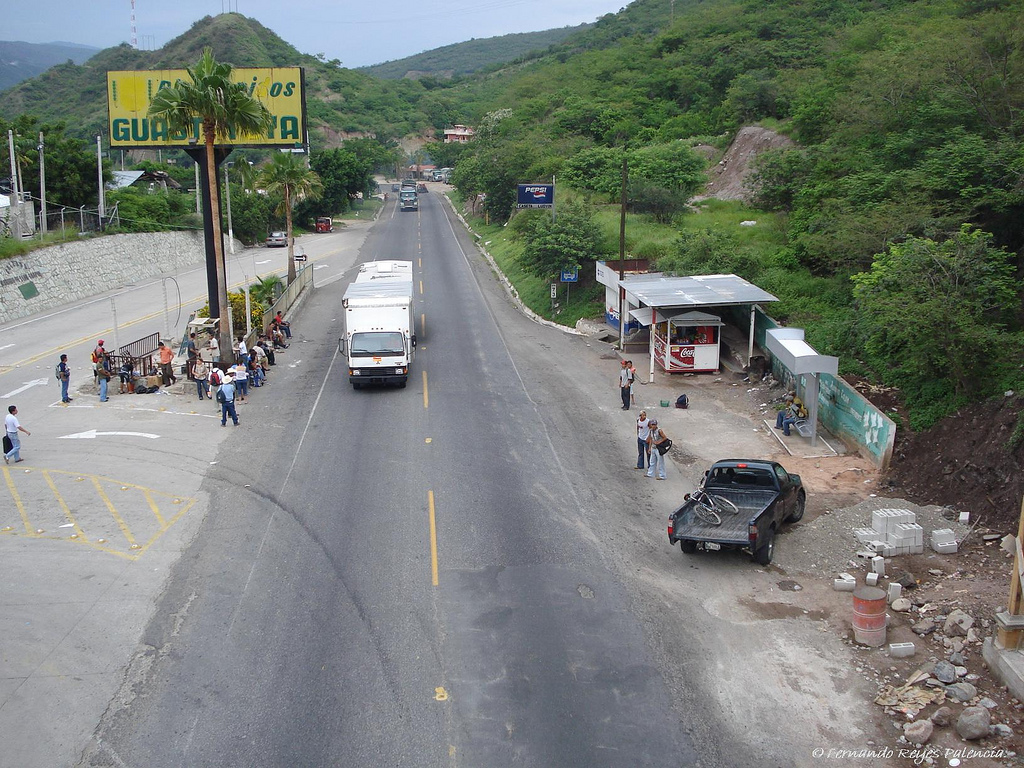
과스타토야

과스타토야(스페인어: Guastatoya)는 과테말라의 도시로 엘프로그레소 주의 주도이며 면적은 182km2, 높이는 515m, 인구는 20,050명(2002년 기준)이다. 과테말라의 수도인 과테말라 시에서 73km 정도 떨어진 곳에 위치한다.